# Bohicon I
Bohicon I è un arrondissement del Benin situato nella città di Bohicon (dipartimento di Zou) con 31.916 abitanti (dato 2006).